# Фотије I
Свети Фотије Велики (Цариград, око 820. — Борди, Јерменија, 6. фебруар око 897) био је цариградски патријарх од 858. до 867. године и поново од 877. до 886. године. Сматра се једним од најученијих византијских теолога и убраја се међу најзначајније поглаваре Цариградске патријаршије. Био је поборник очувања православног учења о исхођењу Светог духа од Оца, противећи се уметању израза филиокве у Никејско-цариградски симбол вере. Такође је био заслужан за покретање мисије Св. Ћирила и Методија међу Панонским Словенима. Православна црква га слави као светитеља.

## Биографија
Током млађих година, Фотије је стекао знатан углед на царском двору захваљујући својој широкој образованости и преданом раду у служби државе. Његов избор за цариградског патријарха догодио се и ванредно сложеним околностима које су биле изазване свргавањем претходног патријарха Игњатија, који је 858. године био збачен вољом цара Михаила III и царевог ујака Варде. Иако је био збачен и притворен, Игњатије је одбијао да призна свргавање, већ је накнадно одлучио да се обрати Римској цркви. У међувремено, Игњатијево свргавање је у Цариграду било означено као оправдано, пошто је закључено да његов избор за патријарха није био обављен на правилан начин. За његовог наследника назначен је учени Фотије, који је уживао поверење двора захваљујући успешном обављању послова у државној служби. Само за шест дана Фотије је проведен кроз све црквене чинове, потом је изабран за цариградског патријарха, а затим је свечано устоличен на Божић 858. године. У писму, којим је Римска црква обавештена о избору Фотија, папа Никола I је позван да у Цариград пошаље легате на црквени сабор који је требало одржати због извесних питања о иконоборству. Међутим, ово питање је пало у засенак услед настојања свргнутог патријарха Игњатија да се уз подршку Римске цркве избори за повратак на претходни положај. Папа Никола је одлучио да искористи овај спор за добијање уступака од Цариграда по питању признавања примата Римске цркве, повратка јужноиталијанских епархија под јурисдикцију Рима и признавања непосредне надлежности над областима Илирика. Само под тим условима Никола је био спреман да размотри питање о признавању Фотијевог избора за патријарха.
Иако је своје држање условио уступцима Цариграда, папа Никола је ипак одлучио да пошаље своје легате на предстојећи сабор који је одржан 861. године. На овом сабору Фотје је однео пуну победу пошто је његов избор означен као законит, са чим су се званично сагласили и папини легати. Међутим, када су вести о таквом исходу сабора пристигле у Рим, папа Никола је био веома незадовољан због тога што Римској цркви за узврат нису учињени никакви уступци, те је стога одлучио да сазове посебан сабор, који је одржан 863. године у Латерану. На овом сабору, Римска црква је донела одлуку о свргавању цариградског патријарха Фотија, али та одлука је остала без икаквог стварног учинка.
Недуго потом, црквени спорови између Рима и Цариграда су се заоштрили поводом питања о надлежности у југоисточној Европи. Иако је читава област некадашње античке Тракије још према одлукама Четвртог васељенског сабора (451) била призната као саставни део Цариградске патријаршије, папа Никола је 866. године покушао да искористи незадовољство бугарског кнеза Бориса који је желео да недавно успостављена црква у Бугарској добије виши степен самоуправе у односу на Цариград. На молбу Бориса, папа Никола је послао два бискупа у Бугарску, који су тамо покушали да замене византијску јерархију и уведу латинске обреде и обичаје.
Покушај Римске цркве да успостави надлежност над подручјима која су несумњиво потпадала под врховну надлежност Цариградске патријаршије изазвао је снажан отпор у Цариграду, како од црквене тако и од царске власти. Пошто се у међувремену испоставило да су латински мисионари у Бугарској покушали да прошире неправилно учење о двоструком исхођењу Светог духа од Оца и Сина, читав спор је добио и додатну теолошку, односно догматску димензију. Ради решавања ових питања, патријарх Фотије је у договору са царем Михаилом и његовим новим савладарем Василијем одлучио да у Цариграду сазове нови сабор, који је одржан у лето 867. године. На овом сабору, донета је одлука да се неправилно учење о двоструком исхођењу Светог духа од Оца и Сина осуди као јерес, након чега је бачена анатема на папу Николу због поменуте јереси, оличене у уметању израза филиокве у симбол вере.
Ускоро потом, дошло је до политичког преокрета пошто је савладар Василије уклонио цара Михаила (867), прогласивши се за новог цара. Као рођак и присталица старе династије, патријарх Фотије је био сумњив новом цару, те је стога збачен, а на његово место је враћен претходни патријарх Игњатије. Ради измирења са Римском црквом, отпочели су преговори о сазивању новог сабора, који је одржан крајем 869. и почетком 870. године у Цариграду, уз учешће римских легата. Сабор је потврдио Игњатија и осудио Фотија, а уједно је анатемисан и пређашњи сабор из 867. године заједно с његовим одлукама, које су демонстративно спаљене. Упркос томе, римска црква је ипак претрпела пораз поводом питања о јурисдикцији над Бугарском, пошто је бугарски кнез Борис услед незадовољства радом латинских мисионара одлучио да пошаље посланство у Цариград, где је донета одлука да се ово питање повери арбитражи. Пуномоћници трију источних патријархата, као судије између Игњатија и легата новог папе Хадријана II саслушали су бугарске посланике и изрекли су пресуду да Бугарска ипак потпада под јурисдикцију Цариградске патријаршије (870).
Након смрти патријарха Игњатија (877), цар Василије је дозволио Фотију да се врати на патријаршијски трон у Цариграду. Тадашњи папа Јован VIII признао је Фотија као законитог патријарха. Потом је сазван нови Цариградски сабор (879—880), на који су дошла и три папина легата. Сабор је донео једногласну одлуку о поништавању претходног сабора (869—870), чиме је поништена и ранија осуда Фотија. Заједно са осталим саборским оцима, папски легати су такође осудили учење о двоструком исхођењу Светог духа од Оца и Сина и уметање израза filioque у симбол вере, потврдивши изворни Никејско-цариградски симбол вере. Одлуке овог сабора су потом биле прихваћене и од стране папе Јована, чиме је остварено привремено измирење међу црквама. Пошто се поменути сабор прогласио за општи, односно васељенски, неко време је и сматран таквим, али пошто га је Римска црква касније одбацила то питање је остало спорно.
Након смрти цара Василија (886), нови цар Лав VI Мудри је свргнуо патријарха Фотија, који је приморан да се повуче у манастир, где је касније и умро, у дубокој старости. Православна црква је патријарха Фотија канонизовала за светитеља и црквеног оца.
Патријарх Фотије је непосредно повезан са историјом христијанизације словенских народа. Још за време његове прве управе, а свакако на његову иницијативу, Византија је стала обнављати своју стару делатност покрштавања околних некрштених народа. Византијци су тада покрстили Бугарску, покушали да покрсте Русију и послали западним Словенима браћу Солуњане, Ћирила и Методија, са новосастављеном азбуком и са црквеним књигама, преведеним на словенски језик. Све је то организовао управо патријарх Фотије, а његову политику су следили и сви његови наследници.
Патријарх Фотије је оставио значајан траг и у византијској књижевности, у којој је с њим почела обнова класичних грчких студија, и уопште књижевни полет. Међу књижевним радовима патријарха Фотија нарочито је позната његова Библиотека, велика збирка есеја о многобројним дјелима из старогрчке и старије хришћанске прошлости, од којих су нека данас или сасвим изгубљена или непотпуно очувана, тако да се о њима зна управо захваљујући Фотијевим списима. У овим есејима Фотије се истиче као писац од великог умећа и као сјајан старогрчки стилиста. Осим Библиотеке, од Фотија нам је остало још много других, махом исто тако сјајних, списа о богословским питањима о његовој догматичкој и црквеној борби с папством; многи говори, писма, црквене песме, један грчки речник итд. Предавао је и на обновљеном цариградском универзитету царевог ујака, а свога рођака, цезара Варде, а и код своје куће, једном кругу ученика и пријатеља, међу које су спадали и „словенски апостоли“ Свети Ћирило и Методије.